# Pillichsdorf
Pillichsdorf osztrák mezőváros Alsó-Ausztria Mistelbachi járásában. 2021 januárjában 1181 lakosa volt. 

## Elhelyezkedése

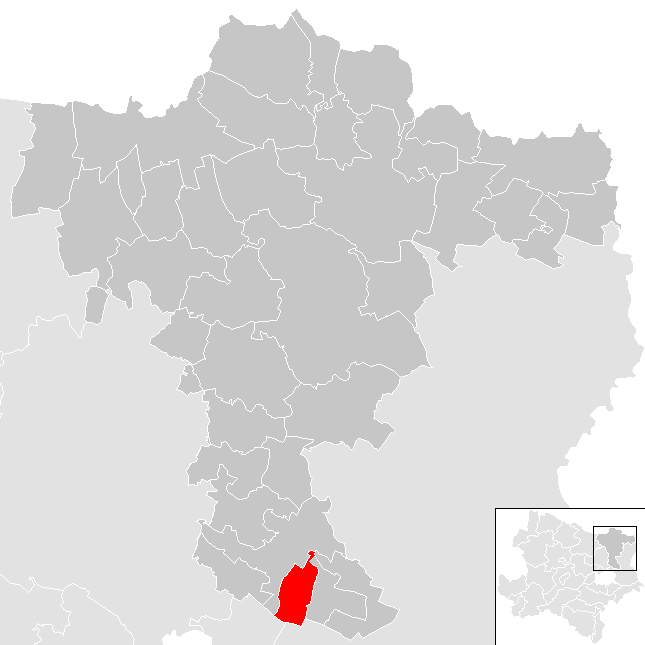
Pillichsdorf a Mistelbachi járásban

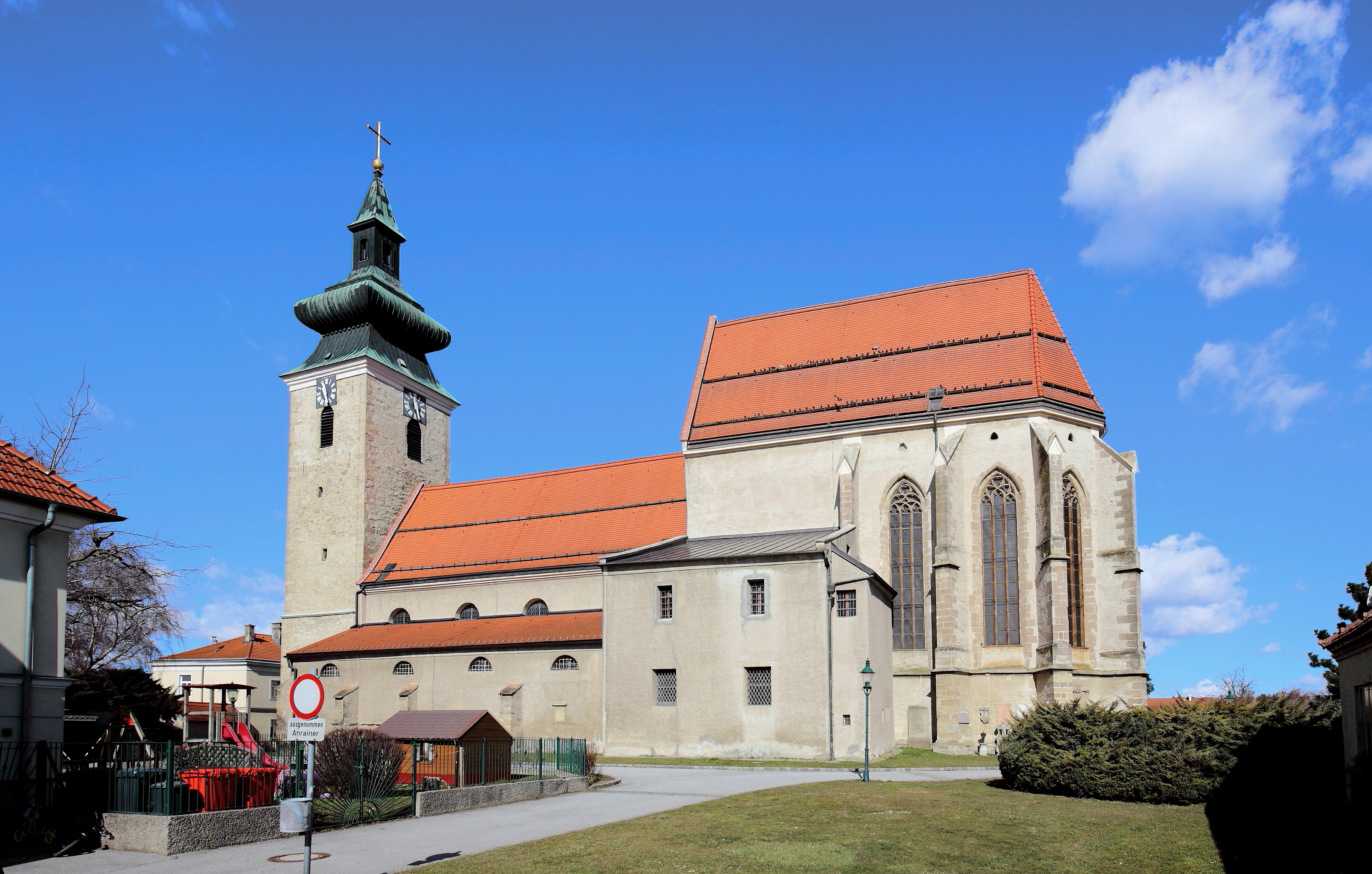
A Szt. Márton-plébániatemplom

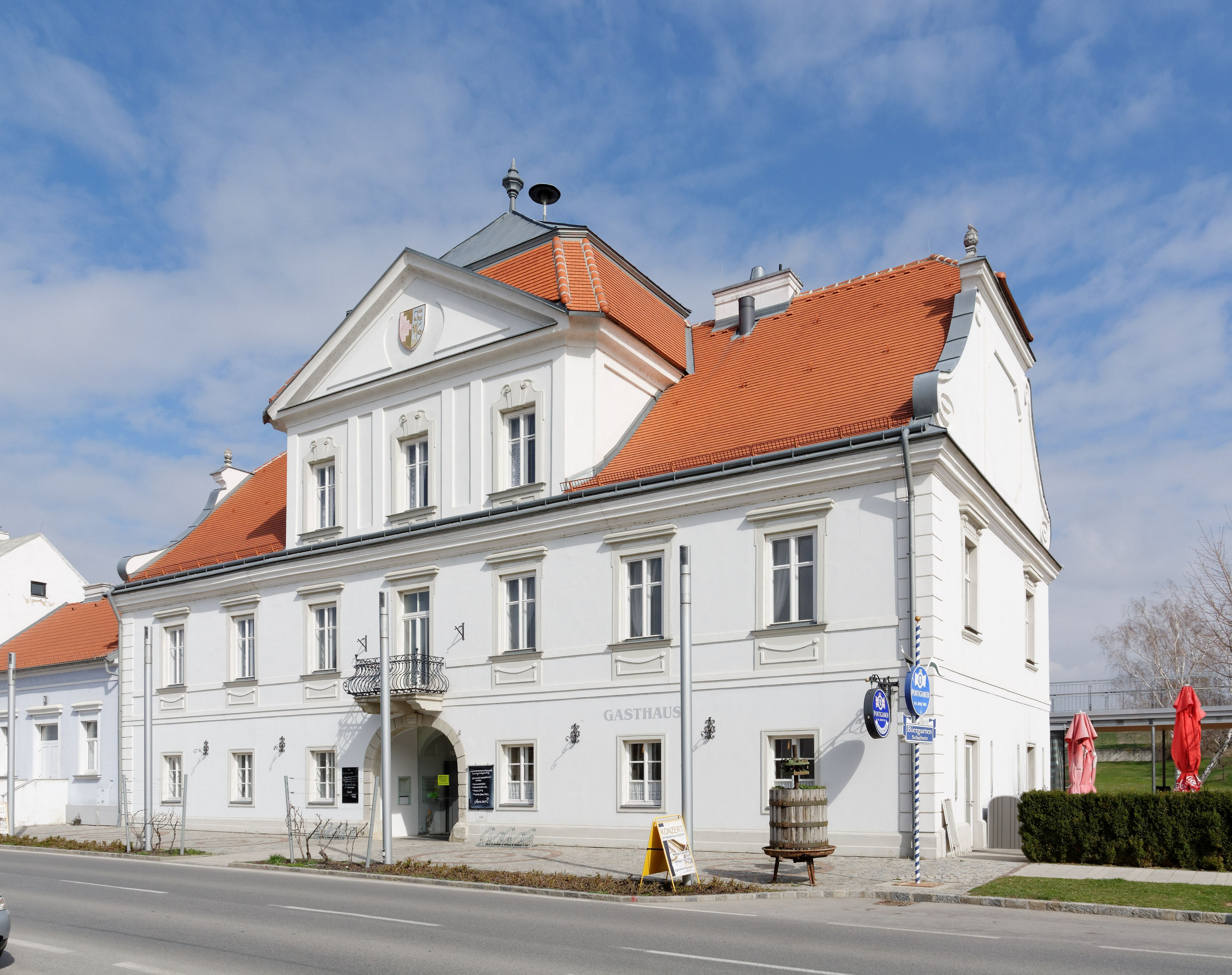
A volt pillichsdorfi kastély

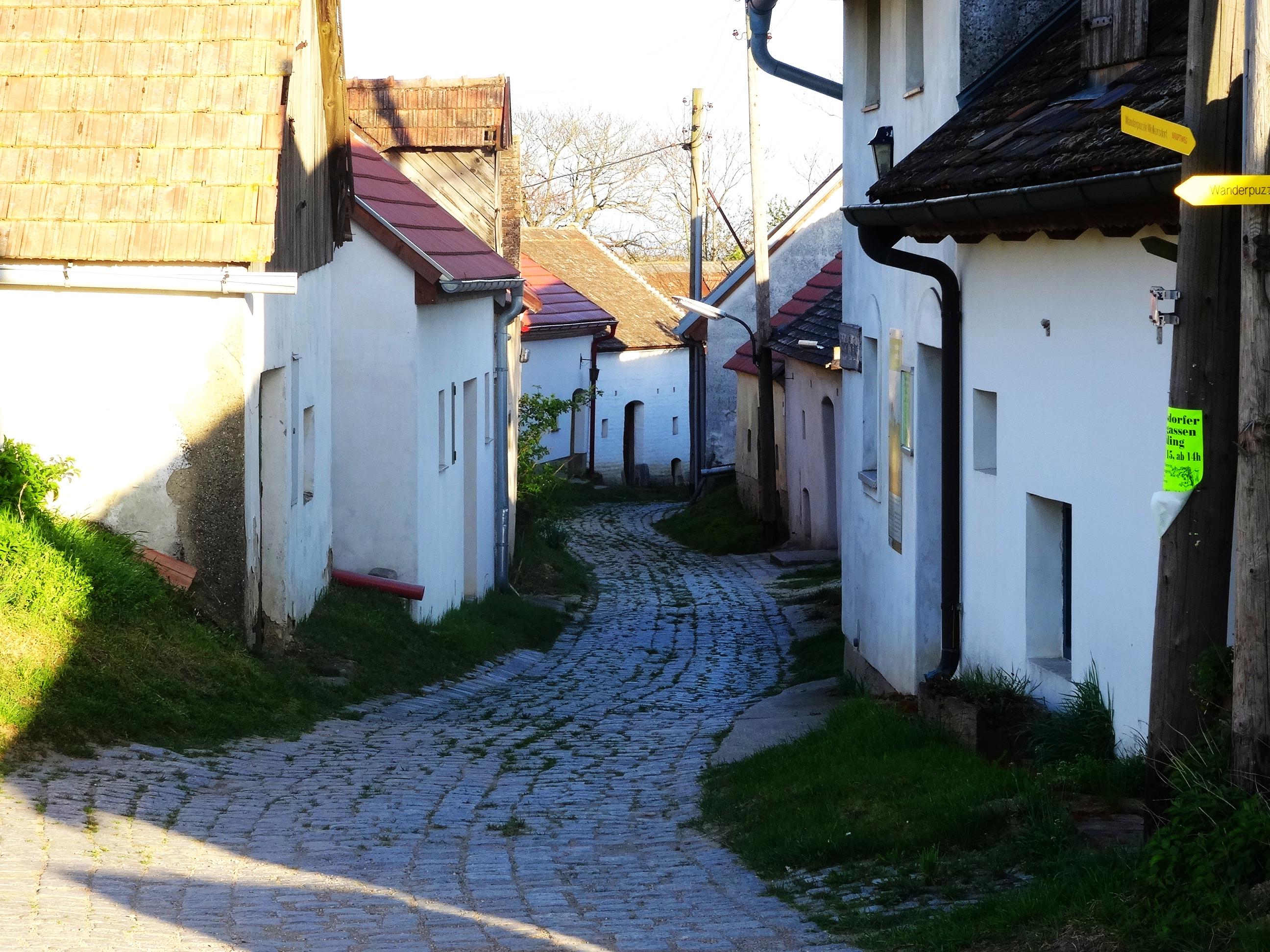
Pillichsdorfi pincesor

Pillichsdorf a tartomány Weinviertel régiójában fekszik a Morva-mező északnyugati peremén, a Rußbach folyó mentén. Területének 8,2%-a erdő, 73,5% áll mezőgazdasági művelés alatt. Az önkormányzathoz egyetlen település tartozik. 
A környező önkormányzatok: északnyugatra Wolkersdorf im Weinviertel, északkeletre Bockfließ, keletre Großengersdorf, délkeletre Deutsch-Wagram, délnyugatra Gerasdorf bei Wien.

## Története
Pillichsdorf területe az újkőkorban és a bronzkorban is lakott volt, a kálváriadombon pedig a kora vaskori halstatti kultúrához tartozó halomsírt tártak fel a régészek, melyben két elégetett holttest maradványait és mintegy 30 összetört edényt találtak.  
A települést 1050 körül alapították. Nevét a bajor Sieghard gróf feleségéről, Pilihiltről kapta. Első írásos említése 1161-ből származik, ekkoriban alapíthatták egyházközségét is. Birtokosai rangos személyek voltak; Ulrich von Pilichdorf asztalnoki, Dietrich von Pilichdorf marsalli ranggal bírt III. Rudolf herceg udvarában. A 14. század után földesurai gyakran változtak, egészen a feudális birtokrendszer 1848-as felszámolásáig. 
Pillichsdorf 1370-ben kapott mezővárosi jogokat, vagyis évente két vásárt tarthatott. 1458-ban, amikor Podjebrád György cseh király feldúlta Alsó-Ausztriát, a települést felgyújtotta, de annak lakói be tudtak menekülni a templom erődített falai mögé. 1529-ben a Bécset ostromló törökök pusztították el. 1556-ban az újjáépített templomba villám csapott és az leégett; 1585-ben pedig egy tűzvészben ismét elpusztult az egész település. A harmincéves háború elején, 1619-ben egy morva lovascsapatot és ezer lovát kvártélyoztak be Pillichsdorfba, 1645-ben pedig a svéd Lennart Torstensson fosztotta ki. Bécs 1683-as második ostromakor Pillichsdorf elkerülte a pusztulást, de a lakosság nagy része elmenekült. Az ostrom után pestis dúlt a mezővárosban, melynek 60-an estek áldozatául. 1705-ben Rákóczi kurucai fosztogattak a környéken, 1715-ben pedig újabb pestisjárvány szedett áldozatokat.  
A napóleoni háborúk során két francia tábornok költözött be a parókiára és ott is maradtak 1805 novemberétől 1806 januárjáig. 1809 májusában az asperni csata idején osztrák csapatokat kellett befogadniuk és Johann von Liechtenstein herceg lakott a parókián. A kálváriadombról I. Ferenc császár szemlélte a wagrami csata lefolyását. A csata után a győztes franciák fosztogattak és 23 házat felgyújtottak. Az 1866-os porosz-osztrák háborúban a poroszok a Rußbachig megszállták Alsó-Ausztriát, vagyis Pillichsdorfot is; a katonák pedig behurcolták a kolerát. 
Az első világháborúban 63, a másodikban 79 pillichsdorfi esett el a frontokon. A második világháború végén az itteni harcokban 8 német és 13 szovjet katona esett el, öt ház leégett és valamennyi hidat felrobbantották. A Vörös Hadsereg 1945. április 12-én foglalta el Pillichsdorfot. 

## Lakosság
A pillichsdorfi önkormányzat területén 2021 januárjában 1181 fő élt. A lakosságszám 1951 óta 1100 körüli szinten maradt. 2019-ben az ittlakók 95,6%-a volt osztrák állampolgár; a külföldiek közül 1,4% a régi (2004 előtti), 0,9% az új EU-tagállamokból érkezett. 0,8% az egykori Jugoszlávia (Szlovénia és Horvátország nélkül) vagy Törökország, 1,3% egyéb országok polgára volt. 2001-ben a lakosok 91,1%-a római katolikusnak, 4,3% mohamedánnak, 2,9% pedig felekezeten kívülinek vallotta magát. Ugyanekkor egy magyar élt a mezővárosban; a legnagyobb nemzetiségi csoportokat a németek (93,6%) mellett a törökök (2,5%) és a horvátok alkották (1,4%). 
A népesség változása:

| 2016 | 1 147 |
| 2018 | 1 157 |

## Látnivalók
- a gótikus Szt. Márton-plébániatemplom. Tornyában kis helytörténeti múzeum látogatható.
- a 16-17. századi jókora katolikus plébánia
- a volt pillichsdorfi kastély ma étterem
- a 161, illetve 80 pincéből álló pincesorok

## Fordítás
- Ez a szócikk részben vagy egészben  a   Pillichsdorf című német Wikipédia-szócikk ezen változatának fordításán alapul.  Az eredeti cikk szerkesztőit annak laptörténete sorolja fel. Ez a jelzés csupán a megfogalmazás eredetét és a szerzői jogokat jelzi, nem szolgál a cikkben szereplő információk forrásmegjelöléseként.